# Изабелла (картина Милле)
«Изабелла» (англ. Isabella), или «Лоренцо и Изабелла» (англ. Lorenzo and Isabella), —  картина английского художника-прерафаэлита Джона Эверетта Милле, созданная в 1849 году, сразу после вступления Милле в Братство прерафаэлитов.

## Сюжет
Картина основана на поэме Джона Китса «Изабелла, или горшок с базиликом» (англ. Isabella, or the Pot of Basil, 1818), а её сюжет, в свою очередь, заимствован из новеллы о горшке с базиликом из «Декамерона» Боккаччо (IV день, 5-я новелла). 

Китс повествует о трагической любви Изабеллы и Лоренцо. Богатые братья Изабеллы, узнав о её тайной любви к бедному юноше Лоренцо, убивают его. Изабелла остаётся навсегда верной своей любви. Она тайком переносит голову любимого в свой сад и прячет её там. Братья, раскрыв тайну Изабеллы, крадут из сада горшок с базиликом, где спрятана голова Лоренцо, и бегут из Флоренции. Изабелла повергнута в горе жестокостью людей. Художник изобразил момент, когда один из мрачных братьев Изабеллы пинает её собаку (это животное традиционно считалось символом верности). Собаки у Бокаччо нет, зато она была в английской версии Китса. В каталоге первой выставки картина сопровождалась стихами:
Вассал любви — Лоренцо молодой, 
 Прекрасна, простодушна Изабелла! 
 Возможно ль, чтоб под кровлею одной  
 Любовь сердцами их не овладела; 
 Возможно ль, чтоб за трапезой дневной 
 Их взгляды не встречались то и дело;  
 Чтобы они средь ночи в тишине 
 Друг другу не пригрезились во сне. 
 (Перевод Галины Гампиевой)
 Связь текста и изображения подчёркивала принцип синтеза искусств, провозглашённый прерафаэлитами.

## История создания
Милле начал работу над «Изабеллой» сразу после того, как было создано Братство прерафаэлитов, поэтому это одно из первых произведений, в котором воплотились принципы прерафаэлитской эстетики. Цвета очень яркие, насыщенные, каждая фигура выписана с особой тщательностью. На ножке стула Изабеллы можно обнаружить инициалы прерафаэлитского Братства — P.R.B. (англ. Pre-Raphaelite Brotherhood). Картина структурирована с намеренно искаженной перспективой, удлиняющей правую сторону стола и уплощающей фигуры, расположенные вдоль нее. Все фигуры, сидящие за столом, одного размера. Следуя теории прерафаэлитов, Милле почти устраняет светотень и преувеличивает интенсивность сопоставленных цветов и тонов, о чем свидетельствует плоская черная туника на фоне четко моделированной белой ткани у слуги справа, нижняя часть тела которого практически исчезает, а его желтые чулки наполовину сливаются с фоном.
Как это было принято у прерафаэлитов, Милле изобразил на картине своих близких и друзей. Братья Изабеллы написаны с Ф. Д. Стивенса (молодой человек слева, с бокалом в руке), У. Деверелла (слева, задний план), Д. Харриса (толкает собаку). На заднем плане справа — Д. Г. Россетти (пьёт из бокала). Пожилой человек, вытирающий губы салфеткой — отец Милле. Для Лоренцо позировал У. Россетти, Изабелла — жена сводного брата Милле.
Эта работа написана в радостных светлых и прозрачных тонах, что не понравилось ни зрителям, ни критикам.